# Bumpy Ride
«Bumpy Ride» es una canción dancehall del cantautor sueco-congoleño Mohombi. Fue estrenada como su sencillo debut el 24 de agosto de 2010 en Estados Unidos. Está escrita por el productor RedOne, Ilya Salmanzadeh, Bilal Hajji y Achraf Jannusi, y producida por RedOne.
La canción llegó al número 1 en los Países Bajos, y se colocó en la lista de los diez primeros de Bélgica, República Checa, Dinamarca, Finlandia, Francia, Noruega, Polonia, Eslovaquia, Suecia e incluso Perú.

## Rendimiento en listas
| Lista (2010)                 | Posición máxima |
| ---------------------------- | --------------- |
| Bélgica (Ultratop Flandes)   | 7               |
| Bélgica (Ultratop Valonia)   | 10              |
| Canadá (Canadian Hot 100)    | 40              |
| Dinamarca (Tracklisten)      | 8               |
| Eslovaquia (IFPI)            | 3               |
| España (Promusicae)          | 17              |
| European Hot 100 Singles     | 10              |
| Finlandia (Mitä hittiä)      | 3               |
| Francia (SNEP)               | 3               |
| Países Bajos (Dutch Top 40)  | 1               |
| Noruega (VG lista)           | 3               |
| Polonia (ZPAV)               | 4               |
| República Checa (IFPI)       | 5               |
| Suecia (Sverigetopplistan)   | 6               |
| Suiza (Media Control Charts) | 41              |

### Listas de fin de año
| Lista (2010)             | Posición máxima |
| ------------------------ | --------------- |
| European Hot 100 Singles | 63              |

### Tabla de procesión y sucesión
| Predecesor: "Fuck You!" de Cee Lo Green | Dutch Top 40 número uno 9 de octubre de 2010 | Sucesor: "Just The Way You Are" de Bruno Mars |